# Miyauchi Katsusuke
Miyauchi Katsusuke (jap. 宮内 勝典; * 1944 in Harbin) ist ein japanischer Schriftsteller, dessen Familie aus Ibusuki stammt. Er ist Absolvent der Kōnan-Oberschule (der Präfektur Kagoshima).

## Preise und Auszeichnungen
- 1979: Bungei-Preis für Nampū (南風), „Südwind“.
- 1981: Akutagawa-Preis für Kin'iro no zō (金色の象), „Der goldene Elefant“.
- 1982: Akutagawa-Preis für Hi no furu hi (火の降る日), „Der Tag, an dem es Feuer regnet“.
- 2006: Geijutsu-Senshō-Preis des Kultusministers und Yomiuri-Literaturpreis für Shōshin (焼身), „Körperverbrennung“.
- 2011: Itō-Sei-Literaturpreis für Mao no ai (魔王の愛)

| Personendaten    | Personendaten              |
| ---------------- | -------------------------- |
| NAME             | Miyauchi, Katsusuke        |
| ALTERNATIVNAMEN  | 宮内 勝典 (japanisch)      |
| KURZBESCHREIBUNG | japanischer Schriftsteller |
| GEBURTSDATUM     | 1944                       |
| GEBURTSORT       | Harbin                     |